# (1048) Feodosia
(1048) Feodosia és un asteroide que forma part del cinturó d'asteroides i va ser descobert el 29 de novembre de 1924 per Karl Wilhelm Reinmuth des de l'observatori de Heidelberg-Königstuhl, Alemanya.
Feodosia va rebre al principi la designació de 1924 TP.
Més endavant es va anomenar per la ciutat portuària crimea de Feodosia.
Feodosia orbita a una distància mitjana del Sol de 2,731 ua, podent allunyar-se'n fins a 3,226 ua i acostar-s'hi fins a 2,235 ua. La seva excentricitat és 0,1814 i la inclinació orbital 15,81°. Triga a completar una òrbita al voltant del Sol 1648 dies.